# Becerril de Campos
Becerril de Campos è un comune spagnolo di 962 abitanti situato nella comunità autonoma di Castiglia e León, comarca di Tierra de Campos.